# Vaginal flatulens
Vaginal flatulens er udledning eller udstødning af luft fra skeden. Det kan ske under eller efter samleje, eller under andre seksuelle akter, under udstrækning eller fysisk træning. Lyden har en vis lighed med flatulens fra anus, men involverer ikke affaldsgasser, og har derfor normalt heller ikke en specifik lugt.
| Anatomi | Spire Denne artikel om anatomi er en spire som bør udbygges. Du er velkommen til at hjælpe Wikipedia ved at udvide den. |